# Ernesto Grillo
Ernesto Grillo (Buenos Aires, 1 de octubre de 1929-Buenos Aires, 18 de junio de 1998) fue un futbolista y entrenador argentino. Se desempeñaba en la posición de mediocampista y trascendió como jugador al haber integrado las filas de los clubes Independiente, A.C. Milan y Boca Juniors.
Surgido de las inferiores del Club Atlético Independiente, se convirtió en un símbolo de ese club en el lapso de tiempo que integró sus filas. No pudo consagrarse campeón. En esa época, marcó su histórico gol contra Inglaterra, que originó la celebración del Día del Futbolista Argentino.
En el año 1957 fue transferido al Milan de la Serie A de Italia, algo que no era muy frecuente en la época, ya que en aquel entonces los futbolistas tendían a mantenerse en sus países de origen. Allí conquistó un Scudetto y permaneció durante tres años.
Volvió a la Argentina para jugar en el Club Atlético Boca Juniors en 1960 en donde se mantuvo hasta 1966, año que puso fin a su carrera. En el conjunto «xeneize» conquistó tres títulos de la Primera División de Argentina en los años 1962, 1964 y 1965, siendo parte fundamental para la obtención de estos títulos.
Fue internacional con la selección argentina, disputando un total de 21 encuentros y convirtiendo la cifra de 8 goles.
Falleció en 1998 a la edad de 68 años.

## Trayectoria

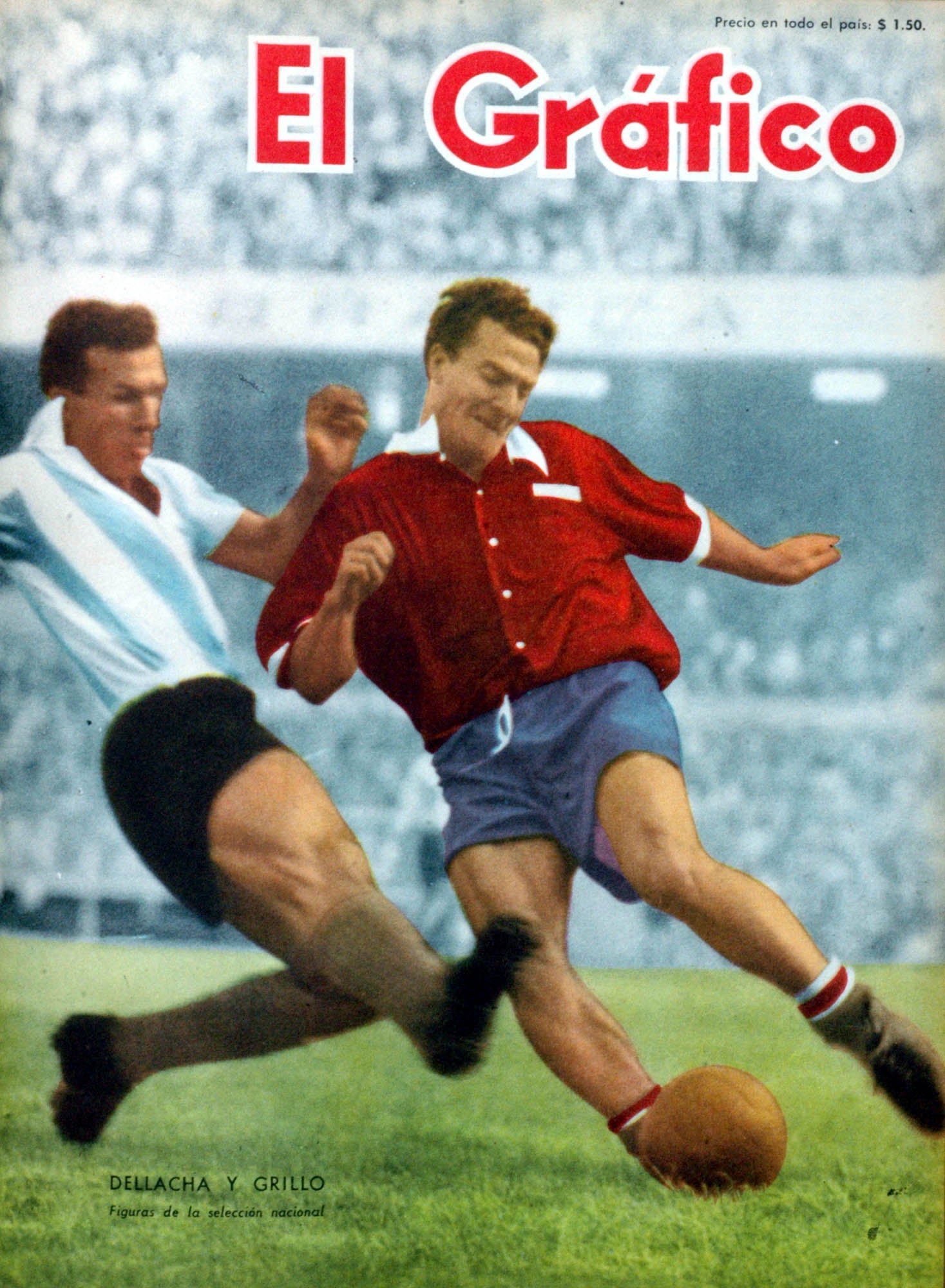
Dellacha (Racing) y Grillo en 1954.

Era conocido por los motes de El Pelado o Coco. Comenzó su profesión a los 14 años en
Inferiores de River (últimos años de "La Máquina", información del libro Fútbol Todo Tiempo, de Carlos Peucelle, página 151).
Su debut en Primera División se produjo cuando tenía 20 años en Independiente en un partido contra Platense, el 24 de abril de 1949. Ganaron los "Rojos" por 3 a 2.
Su primer gol se lo marcó a Chacarita Juniors el 26 de noviembre de 1949, en el partido Independiente 3 - Chacarita Juniors 0.
En Independiente jugó 192 partidos y convirtió 90 goles.
Luego fue transferido por su representante Félix Latrónico al Milán de Italia, donde convirtió 30 goles. Finalmente jugó 6 años en Boca Juniors, donde ganó 3 títulos, convirtió 12 goles y allí finalmente se retiró.

### Participaciones en la Copa América
| Copa              | Sede  | Resultado |
| ----------------- | ----- | --------- |
| Copa América 1955 | Chile | Campeón   |

## Selección nacional

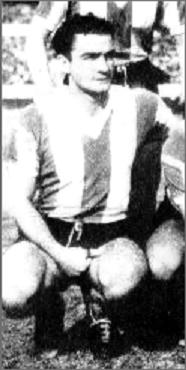
Ernesto Grillo con la selección argentina en 1953.

Ha sido internacional con la selección de fútbol de Argentina en 21 ocasiones, anotando 8 goles.
Ernesto Grillo fue un jugador excepcional y más aún cuando vistiendo la camiseta albiceleste convirtió un gol de leyenda que lo proyectó en forma directa a la gloria. Fue el que le efectuó a los ingleses el 14 de mayo de 1953, en el Estadio Monumental Antonio Vespucio Liberti a la que asistieron 85 000 personas; y fue tan importante su significación, que en homenaje a ese gol se instituyó ─en dicha fecha─ el Día del Futbolista Argentino. Quedó en la historia futbolística por su "gol imposible" llamado así porque desde el ángulo en la que estaba previamente Grillo, pudo hacer ese gol en plena televisación, hecho que era poco frecuente pues recién comenzaba la televisión en la Argentina. En una posición muy angulada se lanzó directamente hacia el arco haciendo que la pelota ingrese de izquierda a derecha para sorpresa de los defensores. Hizo ese día otro gol, finalizando con una victoria de Argentina sobre Inglaterra por 3 a 1. Esa audacia y semblanza que lo caracterizó solo pudo ser superado 33 años después por Diego Armando Maradona en la Copa Mundial México 1986.
Integró la selección argentina que ganó la Copa América 1955. En esos tiempos, el histórico presidente Juan Domingo Perón fue a visitar al equipo y les regaló a cada uno de ellos un Mercedes Benz.

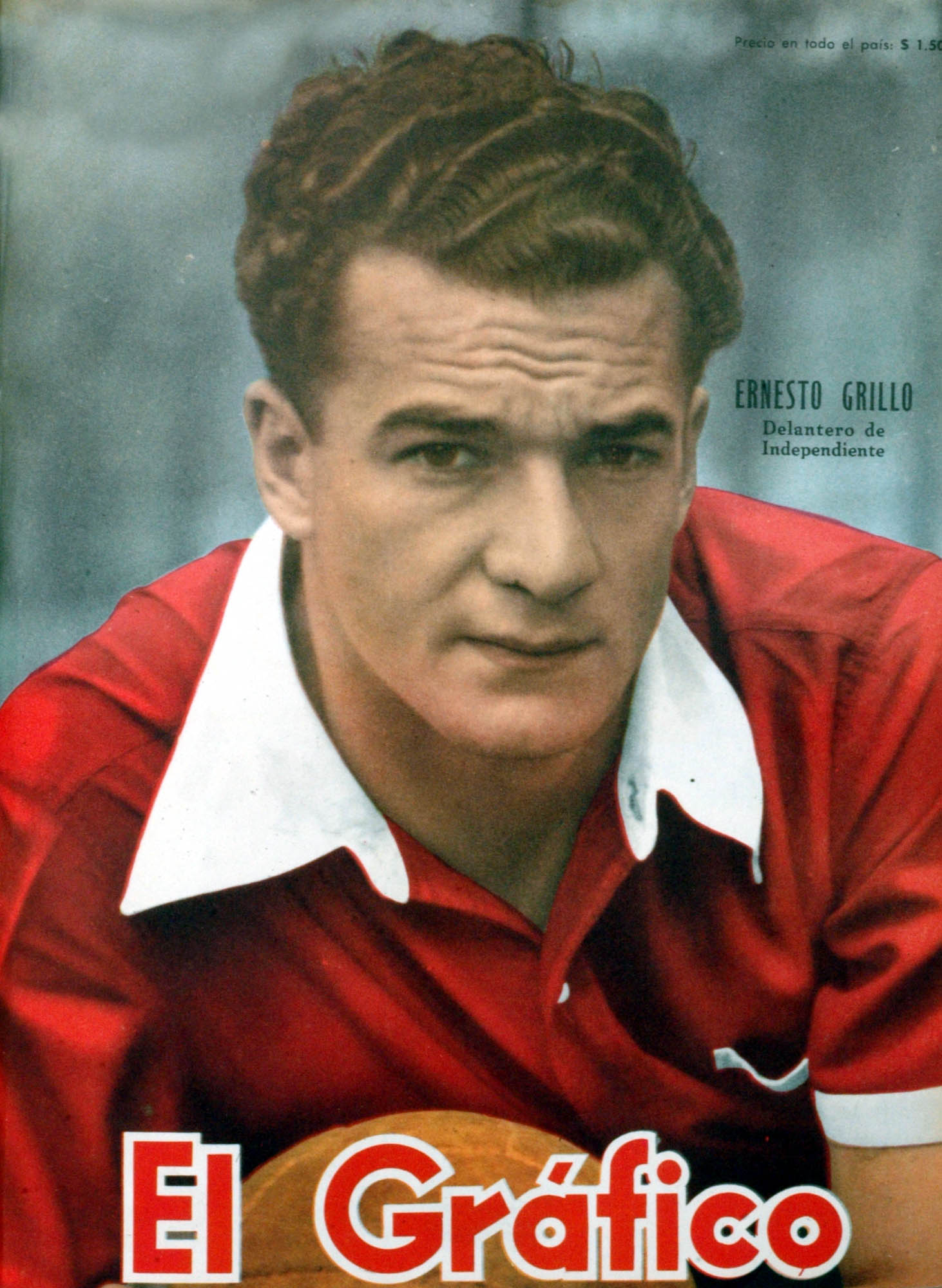
Grillo durante su época en Independiente.

## Filmografía
En sus años dorados llegó incluso a actuar en el film de Leopoldo Torres Ríos llamada Pelota de trapo de 1948 junto a Armando Bo.
Así mismo desempeña un gran papel en el clásico Pelota de cuero de Armando Bo de 1963.

## Últimos años
Dejó el fútbol a los 37 años y se dedicó a ser formador del Club Atlético Boca Juniors, siendo también entrenador en las divisiones inferiores por el lapso de años. Ocasionalmente, cuando algún Director Técnico de la Primera División de Boca era despedido o renunciaba, se hacía cargo interinamente para dirigir al equipo mayor hasta que el club consiguiera un reemplazo para el técnico saliente.
Es considerado uno de los mejores formados de juveniles en las inferiores de Boca Juniors siendo descubrir de talentos de la talla de "Patota" Potente, Randazzo, "Mané" Ponce, Marcelo Trobbiani, Oscar Ruggeri, Enzo Ferrero, Enrique Vidallé y Hugo Perotti, entre otros.

## Vida privada
Ernesto, que había nacido en un seno familiar numeroso con sus 11 hermanos, estuvo casado con su eterna novia, Elba, a quien la conoció cuando él tenía 19 y ella 16, todavía él no era jugador de fútbol. A los 40 años, tuvo a su único hijo, Pablo Grillo, quien fue jugador profesional y, actualmente, es técnico de fútbol, habiéndole dado dos nietos: Sofía y Tomás.
Era un gran amigo de varios famosos como de la farándula Argentina, como el cantautor Palito Ortega, la actriz Evangelina Salazar, el locutor Antonio Carrizo, el jugador Norberto Menéndez entre otros.

## Fallecimiento
Ernesto Grillo falleció en su casa, el 18 de junio de 1998, víctima de un cáncer de páncreas que se lo llevó a un mes de detectado. Su enfermedad estuvo ligada a una profunda depresión, que emergió luego de abandonar el mundo futbolístico. Murió en el medio de una difícil situación económica a tal punto que su hijo y mujer debieron recurrir a Milan y a los clubes Boca Juniors e Independiente, para solventar los gastos del tratamiento ambulatorio que necesitaba el jugador enfermo. Tenía 68 años.
Su hijo Pablo, en el 2013 apareció en el programa Hechos y protagonistas, emitido por Crónica TV y conducido por Anabela Ascar, donde relató la historia de su padre y su difícil situación económica actual.

## Clubes
Datos actualizados al fin de la carrera deportiva.
| Independiente Argentina |               |               |     |     |   |    |    |     |     |     |
| 1.ª | 1949          | 12            | 3   | -   | - | -  | -  | 12  | 3   |     |
| 1.ª | 1950          | 19            | 6   | -   | - | -  | -  | 19  | 6   |     |
| 1.ª | 1951          | 22            | 13  | -   | - | -  | -  | 22  | 13  |     |
| 1.ª | 1952          | 30            | 15  | -   | - | -  | -  | 30  | 15  |     |
| 1.ª | 1953          | 23            | 14  | -   | - | -  | -  | 23  | 14  |     |
| 1.ª | 1954          | 28            | 11  | -   | - | -  | -  | 28  | 11  |     |
| 1.ª | 1955          | 29            | 11  | -   | - | -  | -  | 29  | 11  |     |
| 1.ª | 1956          | 29            | 17  | -   | - | -  | -  | 29  | 17  |     |
| 1.ª | 1957          | -             | -   | -   | - | -  | -  | 0   | 0   |     |
| 1.ª | Total club    | 192           | 90  | 0   | 0 | 0  | 0  | 192 | 90  |     |
| AC Milan · Italia |               |               |     |     |   |    |    |     |     |     |
| 1.ª | 1957-58       | 30            | 7   | -   | - | 8  | 6  | 38  | 13  |     |
| 1.ª | 1958-59       | 27            | 10  | 5   | 3 | -  | -  | 32  | 13  |     |
| 1.ª | 1959-60       | 22            | 4   | -   | - | 3  | 0  | 25  | 4   |     |
| 1.ª | Total club    | 79            | 21  | 5   | 3 | 11 | 6  | 95  | 30  |     |
| Boca Juniors Argentina |               |               |     |     |   |    |    |     |     |     |
| 1.ª | 1960          | 23            | 7   | -   | - | -  | -  | 23  | 7   |     |
| 1.ª | 1961          | 20            | 3   | -   | - | -  | -  | 20  | 3   |     |
| 1.ª | 1962          | 16            | 2   | -   | - | -  | -  | 16  | 2   |     |
| 1.ª | 1963          | 12            | 0   | -   | - | 4  | 0  | 16  | 0   |     |
| 1.ª | 1964          | 13            | 0   | -   | - | -  | -  | 13  | 0   |     |
| 1.ª | 1965          | 4             | 0   | -   | - | 6  | 0  | 10  | 0   |     |
| 1.ª | 1965          | -             | -   | -   | - | 3  | 0  | 3   | 0   |     |
| 1.ª | Total club    | 88            | 12  | 0   | 0 | 13 | 0  | 101 | 12  |     |
| Total carrera | Total carrera | Total carrera | 359 | 123 | 5 | 3  | 24 | 6   | 388 | 132 |
| (1) Incluye datos de la Copa de Italia (1958, 1958-59). (2) Incluye datos de la Copa de Campeones de Europa (1957-58), Copa de Campeones de América (1963, 1965, 1966). (3) No incluye goles en partidos amistosos. |               |               |     |     |   |    |    |     |     |     |

### Selección nacional
| Selección | Año   | Amistoso | Amistoso | Copa América | Copa América | Total | Total |
| Selección | Año   | PJ       | G        | PJ           | G            | PJ    | G     |
| --------- | ----- | -------- | -------- | ------------ | ------------ | ----- | ----- |
| Argentina | 1952  | 2        | 0        | -            | -            | 2     | 0     |
| Argentina | 1953  | 3        | 3        | -            | -            | 3     | 3     |
| Argentina | 1954  | 2        | 1        | -            | -            | 2     | 1     |
| Argentina | 1955  | -        | -        | 3            | 2            | 3     | 2     |
| Argentina | 1956  | 6        | 1        | 3            | 0            | 9     | 1     |
| Argentina | 1960  | 1        | 0        | -            | -            | 1     | 0     |
| Argentina | Total | 14       | 5        | 6            | 2            | 20    | 7     |

### Resumen estadístico
| Competición            | Encuentros | Goles | Promedio |
| ---------------------- | ---------- | ----- | -------- |
| Primera División       | 359        | 123   | 0,34     |
| Copas nacionales       | 5          | 3     | 0,60     |
| Copas internacionales  | 24         | 6     | 0,25     |
| Selección de Argentina | 20         | 7     | 0,35     |
| Total                  | 408        | 139   | 0,34     |

## Palmarés

### Campeonatos nacionales
| Título           | Club         | País      | Año     |
| ---------------- | ------------ | --------- | ------- |
| Serie A          | AC Milan     | Italia    | 1958/59 |
| Primera División | Boca Juniors | Argentina | 1962    |
| Primera División | Boca Juniors | Argentina | 1964    |
| Primera División | Boca Juniors | Argentina | 1965    |

### Campeonatos internacionales
| Título       | Seleccionado        | Sede  | Año  |
| ------------ | ------------------- | ----- | ---- |
| Copa América | Selección Argentina | Chile | 1955 |